# Eunidia holorufa
Eunidia holorufa är en skalbaggsart som beskrevs av Stefan von Breuning 1977. Eunidia holorufa ingår i släktet Eunidia och familjen långhorningar.
Artens utbredningsområde är Gabon. Inga underarter finns listade i Catalogue of Life.